# NGC 884
NGC 884 je otevřená hvězdokupa vzdálená 7 600 světelných let v souhvězdí Persea o hodnotě magnitudy 4,4.4,4 Je to východní část Dvojité hvězdokupy, kterou tvoří spolu s NGC 869. Stáří hvězdokupy je odhadováno na 12,5 milionů let.
NGC 869 a NGC 884 jsou též nazývané h Persea a χ (čti Chí) Persea. 
Obě hvězdokupy se nachází v hvězdné asociaci Perseus OB1 a nachází se fyzicky velmi blízko, vzdálené navzájem stovky světelných let. Objevil je už Hipparchos, ale pravděpodobně byly známé mnohem dříve.

## Pozorování

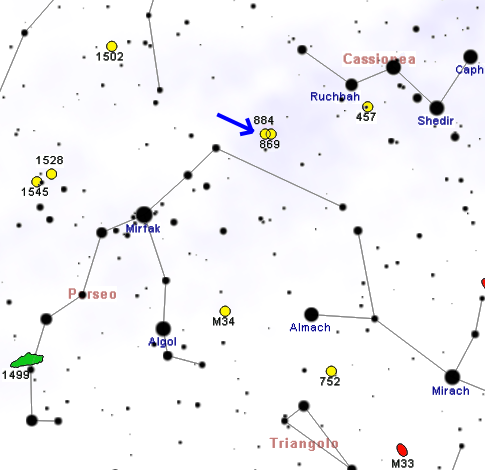
Poloha NGC 884 v souhvězdí Persea.

Dvojitá hvězdokupa je oblíbená mezi amatérskými astronomy a často je pozorována nebo fotografována pomocí malých dalekohledů. Je viditelná pouhým okem a snadno nalezitelná mezi souhvězdími Persea a Kasiopeji jako světlá skvrna v zimní části Mléčné dráhy.
V malém dalekohledu se NGC 884 jeví jako krásná skupinka jasných hvězd umístěná v bohatém hvězdném poli. Kromě mnoha jasných modrých hvězd obsahuje hvězdokupa také pár oranžových hvězd, které jí přidávají na zajímavosti. Obě hvězdokupy spolu nabízí působivý pohled při malém zvětšení dalekohledu.